# NK Zrinski Ozalj
NK Zrinski Ozalj je nogometni klub iz Ozlja. Trenutno se natječe u 1. ŽNL Karlovačkoj.

## Povijest
Nogometni klub Dinamo Mali Erjavec osnovan je 2. srpnja 1977. godine, kao prvi i jedini nogometni klub na području bivše općine Ozalj, djelovajući na vrlo primitivnim nogometnim terenima. U rujnu 1991. klub mijenja ime u NK Zrinski Mali Erjavec, u čast plemićkoj obitelji Zrinski koji su nekad živjeli u Ozlju. Titulu jedinog nogometnog kluba na ozaljskom prostoru izgubio je 1994. godine kada je osnovan Nogometni klub Ozalj. Oba kluba su sudjelovala na nogometnim natjecanjima te su postupno rasla u gospodarskom i sportskom smislu. Pošto su na malom prostoru djelovala dva nogometna kluba, 2005. članovi oba kluba razumno su spojili dva kluba u jedan, stvoreći Nogometni klub Zrinski Ozalj iz Ozlja.

## Klupski uspjesi
Pošto je "Zrinski Ozalj" nastao spajanjem dvaju nogometnih klubova: Nogometnog kluba "Zrinski" i Nogometnog kluba "Ozalj", potrebno je pratiti uspjehe oba kluba od njihovih osnivanja do njihovog spajanja 2005. godine.

#### NK Dinamo Mali Erjavec (NK Zrinski Mali Erjavec): 1977. – 2005.
- Prvenstva (2)
  - Prva općinska liga Karlovac: 1992./93.
  - Županijska liga: 1994./95. (odlazak u III. HNL)
- Kupovi (1)
  - Kup područja Nogometnog saveza Karlovac: 1993./94. (završnica: "Zrinski" 2:1 "Agrocroatia")[2]

#### NK Ozalj: 1994. – 2005.
- Prvenstva (1)
  - Druga županijska liga: 2002./03.[3]

#### NK Zrinski Ozalj: od 2005.
- Prvenstva (3)
  - Prva županijska liga: 2010./11., 2014./15., 2015./16.
- Kupovi
  - nijedan osvojen kup, ali nastup u završnici sezone 2015./16.

## Simboli kluba

#### Dres
Domaći dres Zrinskog Ozlja sastoji se od plave majice, plavih hlača i plavih, ponekad bijelih, čarapa. Gostujući dres sastoji se od narančaste majice, narančastih hlača i bijelih čarapa. Momčad ponekad nastupa i u trećem dresu koji sadržava bordo majicu, bordo ili bijele hlače i bijele čarape.

#### Grb
Grb Zrinskog Ozlja je oblika štita s tri vrha, dijagonalno podijeljen bijelom crtom u kojoj plavim slovima piše "NK Zrinski Ozalj". Na gornjoj strani grba, iznad bijele crte nalaze se crveno - bijeli kvadrati koji predstavljaju pripadnost Hrvatskoj. Donji dio grba, ispod bijele crte, obojan je plavom bojom i na njemu bijelim slovima piše ime grada u kojem se klub nalazi - Ozalj. Ponekad je u upotrebi i grb s natpisom "N.K. Zrinski" umjesto "NK Zrinski Ozalj" u bijeloj crti. Grb Nogometnog kluba "Ozalj" bio je šahirani štit s grbom plemićke obitelji Frankopan u sredini, koji su kao i plemićka obitelj Zrinski, živjeli u Starom gradu Ozlju.

## Knjige o klubu
- Ivan Jančić: NK Zrinski Ozalj[4]

## Nagrade i priznanja
- nagrada za najbolju mušku ekipu grada Ozlja za 2015. godinu - seniori[5]
- nagrada za najbolju mušku ekipu grada Ozlja za 2017. godinu - veterani[6]
- posebna nagrada Zajednice sportskih udruga grada Ozlja za postignute rezultate u 2018. godini - veterani[7]

## Poznati igrači
- Dejan Radonjić

## Vanjske poveznice
- Službene stranice Nogometnog kluba Zrinski Ozalj  Arhivirana inačica izvorne stranice od 22. srpnja 2015. (Wayback Machine)